# Euryopis saukea
Euryopis saukea är en spindelart som beskrevs av Levi 1951. Euryopis saukea ingår i släktet Euryopis och familjen klotspindlar. Inga underarter finns listade i Catalogue of Life.